# Nikolaj Koppel
Pour les articles homonymes, voir Koppel.
Nikolaj Koppel (né le 6 mars 1969 à Gentofte) est un musicien, journaliste, animateur de radio et présentateur de télévision danois.

## Biographie
Il est le fils des musiciens Lone Koppel et John Winther. Il a étudié à l'Académie royale danoise de musique, pour devenir un musicien de talent en 1998, mais a pris sa retraite de la profession après deux ans. Plus tard, il devient journaliste musical à Danmarks Radio ainsi que rédacteur en chef du magazine Euroman. Depuis 2005, il est retourné à l'industrie de la musique, le directeur de la musique des jardins de Tivoli.
Le 4 février 2014, le radiodiffuseur public danois Danmarks Radio annonce qu'il a choisi Nikolaj Koppel pour présenter le Concours Eurovision de la chanson 2014 avec Lise Rønne et Pilou Asbæk.

## Télévision
- 2009 : Talent : Jury
- 2014 : Concours Eurovision de la chanson 2014 : Présentateur (avec Lise Rønne et Pilou Asbæk)